# Amanda Nunes
Pour les articles homonymes, voir Nunes.
Amanda Nunes, née le 30 mai 1988 à Pojuca (Brésil), est une pratiquante brésilienne d'arts martiaux mixtes (MMA). Double championne à l'Ultimate Fighting Championship (UFC), elle a détenu le titre des poids plumes de 2018 à 2023 celui des poids coqs de 2016 à 2021, avant de le perdre face à Julianna Peña et de le récupérer en 2022, et cela jusqu'en 2023. Elle remporte, le 28 décembre 2018, la ceinture des poids plumes et devient la première combattante de l’UFC à détenir une ceinture dans deux catégories simultanément, étant donné qu’elle possédait déjà la ceinture des poids coqs depuis le 9 juillet 2016. Elle est la troisième combattant de l’UFC, hommes et femmes confondus, à réaliser cette performance. Elle est considérée comme étant la plus grande combattante des arts martiaux mixtes de tous les temps. Le 10 juin 2023, après sa victoire contre Irene Aldana, elle annonce prendre sa retraite sportive.

## Biographie
Amanda Lourenço Nunes naît le 30 mai 1988 dans la ville de Pojuca, situé à environ 70 km de Salvador, dans l'État de Bahia, au Brésil. Elle débute les arts martiaux par le karaté à l'âge de sept ans. Par la suite, à l'adolescence, sur la recommandation de sa sœur Valdirene, elle commence à s'entraîner en jiu-jitsu brésilien et simultanément en boxe et judo. Comme le dojo est situé à Salvador, on lui propose de déménager et d'habiter au dojo. Elle commence sa carrière professionnelle dans les arts martiaux mixtes (MMA) à l'âge de 19 ans. Amanda Nunes est ouvertement lesbienne. En août 2018, elle rend public son mariage avec l'Américaine Nina Ansaroff, également pratiquante de MMA.

## Carrière dans les arts martiaux mixtes

### Débuts (2008-2010)
Amanda Nunes fait ses débuts professionnels dans les arts martiaux mixtes le 8 mars 2008, au Prime MMA Championship 2 à Salvador. Elle y fait face à sa compatriote Ana Maria.
Nunes démarre le match de manière agressive et réussit à faire vaciller son adversaire. Seulement en poursuivant les débats au sol, c'est cette fois Maria qui prend le dessus et la soumet rapidement par clé de bras dans le premier round,.
Après cette première défaite, elle remporte quatre victoires consécutives par KO technique dans des événements au Brésil entre mai 2008 et février 2010.
Fin octobre 2010, un combat face à Amanda Buckner au sein de la promotion américaine de la Global Fight League est programmé pour le mois de février. Mais la confrontation est annulée à la suite d'une blessure au genou de Buckner.

### Strikeforce(2011)
Une autre opportunité s'ouvre alors à la combattante brésilienne et elle affronte la Canadienne Julia Budd lors du Strikeforce Challengers 13 à Nashville, le 7 janvier 2011.
Le combat se déroule dans la catégorie féminine dite des poids moyens dans l'organisation du Strikeforce regroupant les combattantes de moins de 145 lb (66 kg), soit une catégorie de poids supérieure à celle où Nunes combat d'ordinaire.
Cela ne l'empêche cependant pas de venir à bout très rapidement de Budd puisqu'elle remporte le match par KO en 14 secondes,.
Nunes vit dans le New Jersey depuis mai 2011, et s'entraîne au AMA Fight Club. Elle combat autant dans la catégorie des 135 lb (61 kg) que celle des 145 lb (66 kg) mais fait le choix de rester dans la division inférieure pour le futur.
18 juin 2011 à Dallas au Strikeforce: Overeem vs Werdum, elle doit faire face à Julie Kenzie mais le combat est annulé car Amanda a subi une blessure au pied.
10 septembre 2011 à Cincinnati Strikeforce: Barnett vs Kharitonov. Elle perd le combat par TKO au deuxième round contre Alexis Davis. Amanda avait commencé le premier round avec des coups durs mais se fatigue rapidement, au deuxième round Nunes est épuisée et Davis remporte le combat TKO par coups de poing.

### Invicta Fighting Championships(2012-2013)
28 juillet 2012 Invicta FC 2: Baszler vs McMann, Amanda devait affronter Milana Dudieva mais le 9 juillet elle se retire de la carte pour cause de maladie et Leslie Smith la remplaça, victime de blessure elle sera finalement remplacée par Raquel Pa'aluhi. Nunes remportera le combat par soumission au premier round.
Amanda avait signé pour faire face à Cat Zigano lors du Strikeforce: Melendez vs Healy le 29 septembre 2012, mais l'événement est annulé lorsque Gilbert Melendez, qui défendait son titre contre Pat Healy se blesse au genou à l'entrainement et contraint de se retirer de la carte.
5 janvier 2013, Nunes est de retour, Invicta Fighting Championships pour faire face à Sarah D'Alelio à Invicta FC 4: Esparza vs Hyatt. Amanda a perdu le combat par décision unanime.
Nunes fait face à Kaitlin Young au Invicta FC 5 du 5 avril 2013. Mais Amanda se blesse au bras et est forcée de se retirer de la carte.

### Ultimate Fighting Championship(2013-2023)
Le 3 août 2013 au Brésil, Amanda fait ses débuts dans l'octogone du UFC contre Sheila Gaff au UFC 163. Elle l'emporte, de façon convaincante, par TKO au premier round et devient la première Brésilienne à gagner un combat en UFC.
Nunes fait sa deuxième apparition à l'UFC contre la Néerlandaise Germaine de Randamie à l'UFC Fight for the Troops 3 le 6 novembre 2013. Elle en sort victorieuse par TKO au premier round.
Lors de l'UFC on FOX 11, Nunes doit affronter Alexis Dufresne. Mais avec la blessure de Shayna Baszler, la Brésilienne est annoncée en remplacement dans une opposition face à Sarah Kaufman, le 16 avril 2014 à l'UFC Fight Night: Bisping vs. Kennedy. Cependant Nunes se blesse et elle est contrainte de se retirer de la carte.
Le 27 septembre 2014, à l'UFC 178 Nunes fait face à Cat Zingano et perd par TKO au troisième round.
Elle fait face à la vétérante Shayna Baszler le 21 mars, 2015 à l'UFC Fight Night 62 et gagne au premier round par TKO coup de pied et coups de poing.
Début juin 2015, l'UFC annonce qu'un combat entre Amanda Nunes et la lutteuse américaine Sara McMann est programmé pour l'UFC Fight Night 73. L’événement se déroule le 8 août 2015 à la Bridgestone Arena de Nashville dans le Tennessee. Amanda Nunes gagne ce combat par étranglement arrière en un peu moins de trois minutes et reçoit un bonus de performance de la soirée.
À l'UFC 196, le 5 mars 2016 à Las Vegas, Amanda Nunes affronte Valentina Shevchenko, l'opposition se solde par une victoire d'Amanda par décision unanime.

#### Championne des poids coqs de l'UFC
Après avoir gagné trois combats consécutifs, Nunes fait face à Miesha Tate pour le titre des poids coqs de l'UFC, le 9 juillet 2016 à l'UFC 200. Nunes assomme Tate tôt dans le duel par coups de poing puis remporte le combat par soumission en étranglement arrière au premier round pour devenir la nouvelle championne de la catégorie.
Elle remet son titre en jeu durant l'UFC 207, le 30 décembre 2016 à Las Vegas. Amanda Nunes affronte l'ancienne championne de la catégorie Ronda Rousey et s'impose par TKO (coups de poing) après seulement 48 secondes dans le premier round. Amanda Nunes conserve son titre et remporte le bonus de performance de la soirée.

#### Championne des poids plumes de l'UFC
Lors de l’UFC 232, Amanda Nunes bat Cris Cyborg en moins d'une minute et remporte le titre des poids plumes de l’UFC toute en conservant son titre des poids coqs. Cela fait d’elle la première double championne UFC et la troisième personne à avoir détenu deux ceintures en même temps après Conor McGregor et Daniel Cormier.

#### Perte du titre des poids coqs contre Julianna Pena
Le 11 décembre 2021, lors de l'UFC 269, Amanda Nunes, autrice d'une prestation décevante, s'incline à la surprise générale face à Julianna Peña, par soumission au deuxième round et perd sa ceinture. Amanda Nunes était invaincue depuis 2014, et restait sur douze victoires.

#### Championne à nouveau puis retraite sportive
Le 30 juillet 2022, elle affronte pour la deuxième fois l'Américaine Julianna Peña à Dallas, au Texas, et remporte le combat par décision unanime.
Le 10 juin 2023, elle affronte la Mexicaine Irene Aldana à Vancouver, au Canada, et remporte le combat par décision unanime,. Après son combat, elle annonce prendre sa retraite sportive.

## Récompenses de combat et distinctions
- Ultimate Fighting Championship
  - Championne des poids coqs de l'UFC : 2016-2021, 2022-2023.
  - Championne des poids plumes de l'UFC : 2018-2023.
  - Performance de la soirée (× 5) : face à Sara McMann, Miesha Tate, Ronda Rousey, Cristiane Justino et Holly Holm.

## Palmarès en arts martiaux mixtes
| 28 combats     | 23 victoires | 5 défaites |
| Par KO         | 13           | 2          |
| Par soumission | 4            | 2          |
| Sur décision   | 6            | 1          |

| Résultat | Record | Adversaire           | Méthode                                       | Événement                                       | Date              | Round | Temps | Lieu                    | Notes                                                                           |
| -------- | ------ | -------------------- | --------------------------------------------- | ----------------------------------------------- | ----------------- | ----- | ----- | ----------------------- | ------------------------------------------------------------------------------- |
| Victoire | 23-5   | Irene Aldana         | Décision unanime                              | UFC 289 : Nunes vs. Aldana                      | 11 juin 2023      | 5     | 5:00  | Vancouver, Canada       | Défend le titre Championne des poids coqs de l'UFC, dernier combat en carrière. |
| Victoire | 22-5   | Julianna Peña        | Décision unanime                              | UFC 277                                         | 31 juillet 2022   | 5     | 5:00  | Dallas, Texas           | Récupère le titre titre des poids coqs de l'UFC.                                |
| Défaite  | 21-5   | Julianna Peña        | Soumission (étranglement arrière)             | UFC 269                                         | 11 décembre 2021  | 2     | 3:26  | Las Vegas, Nevada       | Perd le titre titre des poids coqs de l'UFC.                                    |
| Victoire | 21-4   | Megan Anderson       | Soumission                                    | UFC 259                                         | 7 mars 2021       | 1     | 3:00  | Las Vegas, Nevada       | Défend le titre des poids plumes de l'UFC.                                      |
| Victoire | 20-4   | Felicia Spencer      | Décision unanime                              | UFC 250                                         | 6 juin 2020       | 5     | 5:00  | Las Vegas, Nevada       | Défend le titre des poids plumes de l'UFC.                                      |
| Victoire | 19-4   | Germaine de Randamie | Décision unanime                              | UFC 245                                         | 14 décembre 2019  | 5     | 5:00  | Las Vegas, Nevada       | Défend le titre des poids coqs de l'UFC.                                        |
| Victoire | 18-4   | Holly Holm           | TKO (coup de pied à la tête et coup de poing) | UFC 239                                         | 6 juillet 2019    | 1     | 4:10  | Las Vegas, Nevada       | Défend le titre des poids coqs de l'UFC. Performance de la soirée.              |
| Victoire | 17-4   | Cristiane Justino    | KO (coups de poing)                           | UFC 232                                         | 28 décembre 2018  | 1     | 0:51  | Los Angeles, Californie | Remporte le titre des poids plumes de l'UFC. Performance de la soirée.          |
| Victoire | 16-4   | Raquel Pennington    | TKO (coup de poing)                           | UFC 224                                         | 12 mai 2018       | 5     | 2:36  | Rio de Janeiro, Brésil  | Défend le titre des poids coqs de l'UFC.                                        |
| Victoire | 15-4   | Valentina Shevchenko | Décision partagée                             | UFC 215                                         | 9 septembre 2017  | 5     | 5:00  | Edmonton, Canada        | Défend le titre des poids coqs de l'UFC.                                        |
| Victoire | 14-4   | Ronda Rousey         | TKO (coups de poing)                          | UFC 207                                         | 30 décembre 2016  | 1     | 0:48  | Las Vegas, Nevada       | Défend le titre des poids coqs de l'UFC. Performance de la soirée.              |
| Victoire | 13-4   | Miesha Tate          | Soumission                                    | UFC 200                                         | 9 juillet 2016    | 1     | 3:16  | Las Vegas, Nevada       | Remporte le titre des poids coqs de l'UFC. Performance de la soirée.            |
| Victoire | 12-4   | Valentina Shevchenko | Décision unanime                              | UFC 196                                         | 5 mars 2016       | 3     | 5:00  | Las Vegas, Nevada       |                                                                                 |
| Victoire | 11-4   | Sara McMann          | Soumission                                    | UFC Fight Night: Teixeira vs. Saint Preux       | 8 août 2015       | 1     | 2:53  | Nashville, Tennessee    | Performance de la soirée.                                                       |
| Victoire | 10-4   | Shayna Baszler       | TKO (coups de pied et coups de poing)         | UFC Fight Night: Maia vs. LaFlare               | 21 mars 2015      | 1     | 1:56  | Rio de Janeiro, Brésil  |                                                                                 |
| Défaite  | 9-4    | Cat Zingano          | TKO (coups de coude et coups de poing)        | UFC 178                                         | 27 septembre 2014 | 3     | 1:21  | Las Vegas, Nevada       |                                                                                 |
| Victoire | 9-3    | Germaine de Randamie | TKO (coups de coude)                          | UFC: Fight for the Troops 3                     | 6 novembre 2013   | 1     | 3:56  | Hopkinsville, Kentucky  |                                                                                 |
| Victoire | 8-3    | Sheila Gaff          | TKO (coups de poing et coups de coude)        | UFC 163                                         | 3 août 2013       | 1     | 2:08  | Rio de Janeiro, Brésil  |                                                                                 |
| Défaite  | 7-3    | Sarah D'Alelio       | Décision unanime                              | Invicta FC 4: Esparza vs. Hyatt                 | 5 janvier 2013    | 3     | 5:00  | Kansas City, Kansas     |                                                                                 |
| Victoire | 7-2    | Raquel Pa'aluhi      | Soumission                                    | Invicta FC 2: Baszler vs. McMann                | 28 juillet 2012   | 1     | 2:24  | Kansas City, Kansas     |                                                                                 |
| Défaite  | 6-2    | Alexis Davis         | TKO (coups de poing)                          | Strikeforce: Barnett vs. Kharitonov             | 10 septembre 2011 | 2     | 4:53  | Cincinnati, Ohio        |                                                                                 |
| Victoire | 6-1    | Julia Budd           | KO (coups de poing)                           | Strikeforce Challengers: Woodley vs. Saffiedine | 7 janvier 2011    | 1     | 0:14  | Nashville, Tennessee    |                                                                                 |
| Victoire | 5-1    | Ediane Gomes         | TKO (coups de poing)                          | BC: Bitetti Combat 6                            | 25 février 2010   | 2     | 3:00  | Brasília, Brésil        |                                                                                 |
| Victoire | 4-1    | Vanessa Porto        | TKO (arrêt du coin)                           | Samurai Fight Combat 2: Warrior's Return        | 12 décembre 2009  | 2     | 5:00  | Curitiba, Brésil        |                                                                                 |
| Victoire | 3-1    | Deise Lee Rocha      | TKO (coups de poing)                          | Samurai FC: Samurai Fight Combat                | 12 septembre 2009 | 1     | 1:08  | Curitiba, Brésil        |                                                                                 |
| Victoire | 2-1    | Nadja Nadja          | TKO (coups de poing)                          | Prime: MMA Championship 3                       | 1er juillet 2008  | 1     | 0:47  | Salvador, Brésil        |                                                                                 |
| Victoire | 1-1    | Paty Barbosa         | TKO (arrêt du coin)                           | DF: Demo Fight 3                                | 24 mai 2008       | 1     | 0:11  | Salvador, Brésil        |                                                                                 |
| Défaite  | 0-1    | Ana Maria            | Soumission                                    | Prime: MMA Championship 2                       | 8 mars 2008       | 1     | 0:35  | Salvador, Brésil        |                                                                                 |